# حزقيال تيكسيرا
حزقيال تيكسيرا هو كاهن ومحامي وسياسي برازيلي، ولد في 25 فبراير 1955 في ريو دي جانيرو في البرازيل. نشط حزبياً في Solidarity (Brazil) ‏. وقد انتخب النائب الاتحادي لريو دي جانيرو ‏.